# Спортивна гімнастика на літніх Олімпійських іграх 2000 — кінь (чоловіки)
Фінал змагань у вправах на коні в рамках турніру зі спортивної гімнастики на літніх Олімпійських іграх 2000 року відбувся 24 вересня 2000 року.

## Призери
| Золото                  | Срібло               | Бронза                |
| Маріуш Урзіка · Румунія | Ерік Пужад · Франція | Олексій Нємов · Росія |

## Фінал
| Місце | Гімнаст               | Результат |
| ----- | --------------------- | --------- |
|       | Маріуш Урзіка (ROU)   | 9.862     |
|       | Ерік Пужад (FRA)      | 9.825     |
|       | Олексій Нємов (RUS)   | 9.800     |
| 4     | Лі Ян Хйон (KOR)      | 9.775     |
| 5     | Па Кіл Су (PRK)       | 9.762     |
| 6     | Золтан Супола (HUN)   | 9.762     |
| 7     | Олександр Береш (UKR) | 9.712     |
| 8     | Микола Крюков (RUS)   | 9.700     |